# Lamontia zona
Lamontia zona is een sponssoort in de taxonomische indeling van de kalksponzen (Calcarea). De spons leeft in de zee en zijn steencel bestaat uit calciumcarbonaat.
De spons behoort tot het geslacht Lamontia en behoort tot de familie Baeriidae. De wetenschappelijke naam van de soort werd voor het eerst geldig gepubliceerd in 1895 door Kirk.